# Christian Borgnaes
Christian Borgnaes (Sankt Anton am Arlberg, 19 marzo 1996) è uno sciatore alpino austriaco naturalizzato danese.
È indicato anche con la grafia danese del suo nome, Christian Borgnæs.

## Biografia
Borgnaes è figlio di un danese e di un'austriaca ed è originario di Sankt Anton am Arlberg; attivo dal novembre del 2011, ha esordito in Coppa Europa il 4 dicembre 2018 a Funäsdalen in slalom gigante (43º) e in Coppa del Mondo l'8 gennaio 2021 ad Adelboden nella medesima specialità, senza qualificarsi per la seconda manche. Dalla stagione 2022-2023 ha lasciato la nazionale austriaca per passare a quella danese; ai Mondiali di Courchevel/Méribel 2023, sua prima presenza iridata, si è classificato 39º nel supergigante, 28º nello slalom gigante, 12º nella combinata, 16º nella gara a squadre e non si è qualificato per la finale nel parallelo. Il 21 dicembre 2023 ha conquistato a Valloire in slalom gigante la prima vittoria, nonché primo podio, in Coppa Europa; ai Mondiali di Saalbach-Hinterglemm 2025 si è piazzato 34º nello slalom gigante. Non ha preso parte a rassegne olimpiche.

## Palmarès

### Coppa del Mondo
- Miglior piazzamento in classifica generale: 106º nel 2024

### Coppa Europa
- Miglior piazzamento in classifica generale: 21º nel 2021
- 2 podi:
  - 1 vittoria
  - 1 secondo posto

#### Coppa Europa - vittorie
| Data             | Località | Paese   | Specialità |
| ---------------- | -------- | ------- | ---------- |
| 13 dicembre 2023 | Valloire | Francia | GS         |

Legenda:

GS = slalom gigante

### Nor-Am Cup
- Miglior piazzamento in classifica generale: 47º nel 2023
- 1 podio:
  - 1 terzo posto

### Australia New Zealand Cup
- Miglior piazzamento in classifica generale: 4º nel 2019
- Vincitore della classifica di slalom gigante nel 2024
- 4 podi:
  - 2 vittorie
  - 2 secondi posti

#### Australia New Zealand Cup - vittorie
| Data           | Località     | Paese         | Specialità |
| -------------- | ------------ | ------------- | ---------- |
| 28 agosto 2023 | Coronet Peak | Nuova Zelanda | GS         |
| 18 agosto 2025 | Mount Hutt   | Nuova Zelanda | GS         |

Legenda:

GS = slalom gigante

### Campionati austriaci
- 3 medaglie:
  - 2 ori (supergigante, slalom gigante nel 2020)
  - 1 bronzo (combinata nel 2020)

### Campionati danesi
- 4 medaglie:
  - 4 ori (supergigante, slalom gigante, slalom speciale nel 2023; slalom gigante nel 2025)